# Paro Taktšang
Paro Taktšang (Dzongkha: སྤ་གྲོ་སྟག་ཚང་, znan tudi kot samostan Taktsang Palphug in Tigrovo gnezdo) , je vidno himalajsko budistično sveto mesto in tempeljski kompleks, ki stoji na pečini zgornje doline Paro v Butanu.
Tempeljski kompleks je bil prvič zgrajen leta 1692 okoli jame Taktšang Senge Samdup, kjer naj bi v 8. stoletju guru Padmasambhava meditiral tri leta, tri mesece, tri tedne, tri dni in tri ure . Padmasambhavi je pripisana zasluga za uvedbo budizma v Butan in je zavetno božanstvo države . Danes je Paro Taktšang najbolj znan med trinajstimi taktsang ali 'tigrovim brlogom' - jamami, kjer je meditiral.
Tempelj, posvečen Padmasambhavi (znan tudi kot Gu-ru mTshan-brgyad Lhakhang, 'tempelj guruja z osmimi imeni'), je elegantna zgradba, ki jo je leta 1692 zgradil Gyalse Tenzin Rabgye okoli jame. Postal je kulturna ikona Butana.  Priljubljen festival, znan kot tšeču, ki poteka v čast Padmasambhavi, se praznuje v dolini Paro v marcu ali aprilu. 

## Zgodovina

### Ozadje in legende
Po legendi, ki se nanaša na ta Taktšang (ki se v tibetanskem jeziku piše stag tshang), ki dobesedno pomeni 'tigrov brlog', se domneva, da je Padmasambhava (guru Rinpoče) prišel na to lokacijo iz Tibeta na hrbtu tigrice iz Khenpajonga.  Ta kraj je bil posvečen, da bi ukrotil demona Tigra.
Druga legenda pravi, da je nekdanja žena cesarja, znana kot Yeše Tsogjal, z veseljem postala učenka guruja Rinpočeja (Padmasambahva) v Tibetu. Preobrazila se je v tigrico in prenašala guruja na hrbtu iz Tibeta na sedanjo lokacijo Taktšanga v Butanu. V eni od jam je guru izvedel meditacijo in se pojavil v osmih inkarniranih oblikah (manifestacijah) in mesto je postalo sveto. Kasneje je kraj postal znan kot Tigrovo gnezdo. 
Priljubljena legenda o samostanu Taktšang je dodatno okrašena z zgodbo o Tenzinu Rabgjeju, ki je tukaj leta 1692 zgradil tempelj. Avtorji so omenili, da se je guru Padmasmabhava iz 8. stoletja znova reinkarniral v obliko Tenzin Rabgje. Potrjevalni dokazi so bili naslednji: da so Tenzina Rabgja (njegovi prijatelji) videli sočasno znotraj in zunaj njegove jame; celo majhna količina hrane je bila primerna za prehrano vseh obiskovalcev; med bogoslužjem ni bil nihče poškodovan (kljub temu, da je bila pot v samostan nevarna in spolzka) in ljudje v dolini Paro so na nebu videli različne živalske oblike in verske simbole, vključno s tušem cvetja, ki se je pojavil in tudi izginil v zraku, ne da bi se dotaknil zemlje. 

### Ustanovitev kot meditacijski center
Kot je bilo že omenjeno, je bil samostan zgrajen okoli jame Taktšang Senge Samdup (stag tshang seng ge bsam grub), kjer običajno velja, da je indijski guru Padmasambhava meditiral v 8. stoletju. Na to mesto je prišel iz Tibeta na hrbtu Ješe Tsogjala, ki ga je preobrazil v letečo tigrico in pristal na pečini, ki jo je izvolil kot prostor za gradnjo samostana. Ustanovil je budizem in šolo Njingmapa mahajana budizma v Butanu in je veljal za »zaščitnika Butana«. Kasneje je Padmasmbahva obiskal okrožje Bumthang, da bi ukrotil močno božanstvo, ki ga je žalil lokalni kralj. Na steni jame v bližini templja Kurdže Lhakhang je zapisano, da ima odtis Padmasambhavovega telesa. Leta 853 je Langčen Pelkyi Singje prišel v jamo, da bi meditiral in dal jami ime 'Pelkjijeva jama'. Ko je kasneje umrl v Nepalu, naj bi njegovo telo čudežno vrnili v samostan po milosti božanstva Dordža Legpe; zdaj pravijo, da je zapečatena v čortenu v sobi na levi na vrhu vhodnega stopnišča. Čorten je bil obnovljen leta 1982-83 in ponovno leta 2004.
Od 11. stoletja so mnogi tibetanski svetniki in ugledne osebnosti prišli v Taktšang, da bi meditirali, med drugim Milarepa (1040–1123), Pha Dampa Sangje (umrl 1117), tibetanski jogi Mačig Labdrön (1055-1145) in Thangton Gjelpo (1385–1464). V drugi polovici 12. stoletja je bila v Paru ustanovljena šola Lapa.  Med 12. in 17. stoletjem so številni lame, ki so prišli iz Tibeta, v Butanu ustanovili svoje samostane. Prvo svetišče, ki je bilo zgrajeno na tem območju, izvira iz 14. stoletja, ko je iz Tibeta prišel Sonam Gyeltšen, Njingmapa lama iz podružnice Kathogpa. Slike, ki jih je prinesel, se še vedno lahko rahlo razpoznajo na kamnu nad glavno stavbo, čeprav ni prvotnih sledi. Kompleks Taktšang Ugjen Tsemo, ki je bil obnovljen po požaru leta 1958, naj bi izhajal iz leta 1408. Taktšang je stoletja, do sredine 17. stoletja, ostal pod nadzorom lam Kathogpa.

### 17. stoletje do danes: sodoben samostan
V 17. stoletju je znan terton Pema Lingpa Bumthang, ki je ustanovil številne samostane v različnih delih Butana, prav tako pripomogel k ustvarjanju verskih in posvetnih plesnih oblik iz njegove zasnove Zandog Pelri ('gora bakrene barve'), ki je bilo prebivališče guruja Padmasambahve (ki je isto mesto kot Paro Taktšang ali Tigrovo gnezdo). Ta ples poteka v Paru kot festival tšeču. Bilo je v času, da je Ngavang Namgjal iz sekte Drukpa, ki je pobegnil iz Tibeta, da bi se izognil preganjanju s strani nasprotne sekte reda Gelugpa (ki je prevladovala v Tibetu pod dalajlamami), v Butanu vzpostavljal upravni mehanizem.
Pravočasno se je uveljavil v Butanu kot 'model vladanja' in je bil s polno pristojnostjo znan kot šabdrung. Hotel je postaviti stavbo na mestu Taktšang Pel Phuk. Med tibetansko invazijo na Butan leta 1644-46 sta šabdrung in njegov tibetanski učitelj Njingmapa gTer-ston Rig-’dzin sNying-po pozvala Padmasambhavo in zaščitna božanstva pri Taktšangu, da bi premagali vsiljivce. Izvedel je bka ritualne obrede, povezane s praznovanjem tšečuja. Butan je zmagal v vojni proti Tibetu, toda šabdrung ni mogel zgraditi templja v Taktšangu, da bi proslavil dogodek, čeprav je to zelo želel.
Želja šabdrunga, da bi tukaj zgradil tempelj, je bila izpolnjena med 4. Druk Desi Tenzin Rabgje (1638–96), prvim in edinim naslednikom šabdrunga Ngavang Namgjela (Zhabs-drung Ngag-dbang rNam-rgyal), oddaljenega bratranca iz vzporedne linije, ki se spušča iz 'norega svetnika' iz 15. stoletja Drukpa Kunleja. Med svojim obiskom svete jame Taktšang Pel Phuk v času festivala tšeču leta 1692 je postavil temelje za gradnjo templja guruja Rinpočeja, imenovanega Tempelj guruja z osmimi imeni (’gu ru mtshan brgyad lha-khang). To je bila odločitev, ki jo je sprejel Tenzin Rabgje, medtem ko je stal v jami s pogledom na dolino Paro. V tem času je vodil tšeču festival verskih plesov. V tem času so bili edini templji, za katere je bilo ugotovljeno, da obstajajo na višjih višinah, Zangdo Pelri (Zongs mdog dPalri) in Ugjen Tsemo (Urgyan rTse-mo).

### Uničenje v požaru
19. aprila 1998 je izbruhnil požar v glavni stavbi samostanskega kompleksa, ki je vseboval dragocene slike, artefakte in kipe. Ogenj naj bi bil posledica električnega kratkega stika ali utripajočih maslenih svetilk, ki osvetljujejo viseče tapiserije. Med požarom je umrl tudi menih. Obnovitvena dela so bila izvedena za ocenjeno ceno 135 milijonov butanskih ngultrumov. Butanska vlada in takratni kralj, Džigme Singje Vangčuk, sta leta 2005 nadzirala obnovo poškodovanega samostana in njegove vsebine. 

## Geografija
Samostan stoji 10 kilometrov severno od Para in visi na nevarni pečini na 3120 metrih, približno 900 metrov nad dolino Paro, na desni strani Paro Čhu ( chu v butanščini pomeni 'reka' ali 'voda'). Kamnita pobočja so zelo strma (skoraj navpična), samostanske zgradbe pa so vgrajene v steno. Čeprav ni videti, je samostanski kompleks dostopen iz več smeri, kot je pot skozi gozd na severozahodu, z juga po poti, ki jo uporabljajo romarji, in s severa (dostop preko skalnate planote, ki se imenuje 'Sto tisoč vil', znana kot Bumda (hBum-brag). Sledi mulatjeri skozi borov gozd, ki je barvito okrašen z mahom in molitvenimi zastavami, več dni pa oblaki pokrivajo samostan in dajejo grozljiv občutek oddaljenosti. 
V bližini začetka poti je molilno kolo, ki ga poganja vodni tok. Voda, ki se je dotakne kolo, naj bi bila blagoslovljena in prenaša svojo čistilno moč v vse življenjske oblike v oceanih in jezerih, v katera se steka. Na poti do samostana je Lakhang (vaški nižji samostan) in tempelj Urgjan Tsema (U-rgyan rTse-mo), ki tako kot glavni samostan, stoji na skalni planoti s strmimi brežinami, nekaj sto metrov nad dolino. S te lokacije so samostanske stavbe na nasprotni strani grape, ki je znana pod imenom 'Bakreno obarvan gorski raj Padmasambhava'. Tu je razgledna točka za obiskovalce in kavarna s prigrizki.  Potovanje čez to točko je zelo slikovito s šumenjem slapa, ki moti tišino.  Vzdolž pohodne poti so vidni modri borovci, molilne zastave in kioski, ki prodajajo pripomočke za bogoslužje (kot so molilni mlinčki, tempeljski zvonovi in lobanje). Pot je okrašena s številnimi templji. Na tej poti je velik slap, ki pada 60 metrov v sveti tolmun. Pot se konča pri glavnem samostanu, kjer so prikazane barvite slike. Vidimo tudi jamo guruja Rinpočeja, kjer je meditiral. Ta jama je odprta za ogled javnosti le enkrat letno. 

## Zgradba

### Zunanjost
Samostanske zgradbe so sestavljene iz štirih glavnih templjev in stanovanjskih zavetišč, ki so idealno zasnovane tako, da se prilagajajo kamnitim (granitnim) stenam, jamam in kamnitemu terenu. Od osmih jam so dostopne štiri. Jama, kjer je prvič vstopil Padmasambhava, ki je jahal tigrico, je znana kot 'Tholu Phuk' in izvirna jama, kjer je prebival in meditiral je znana kot 'Pel Phuk'. Duhovno razsvetljenim menihom je ukazal, naj tukaj zgradijo samostan. Samostan je tako negotovo nameščen, da pravijo: »kot gekon se drži ob steni gore«. V glavno jamo vstopamo skozi ozek prehod. V temni jami je ducat slik Bodhisatve in maslene svetilke, ki svetijo pred temi idoli. Elegantna podoba Čenreziga (Avalokitešvara) je tudi čaščena. V sosednji majhni celici je postavljen sveti spis. Pomen tega spisa je, da je bil napisan z zlatim prahom in zdrobljenim kostnim prahom božanskega lame. Prav tako pravijo, da menihi, ki prakticirajo Vadžrajana budizem (formalna državna religija Butana) v tem jamskem samostanu, živijo tukaj tri leta in se redko spustijo v dolino Paro. 
Vse stavbe so med seboj povezane s stopnicami in stopnišči v skalah. Ob poti in stopniščih je možno prečkati tudi nekaj drznih lesenih mostov. Tempelj na najvišji ravni ima friz z Budo. Vsaka stavba ima balkon, ki ponuja čudovit razgled na slikovito dolino Paro. Samostani imajo starodavno zgodovino zasedbe menihov, kot puščavnikov.

### Druge strukture v območju
Taktšang Zangdo Pari je kraj, kjer je Padmasmbahavova žena, znana kot 'Vila modrosti', Ješe Tshogjal (Ye-shes mtsho-rgyal), ustanoviteljica samostana Mon, po istem imenu kot Taktšang in tudi dveh drugih samostanov. Sedanji skrbnik kraja naj bi bila stara nuna, ki jo podpira mladi pripravnik.
Še en pomemben kraj v bližini svetišča je Urgjan Tsemo, 'vrh Urgjana', ki ima majhen Mani Lakhang. Molilno kolo, ki ga obrne stari menih, odmeva z zvončki, ki se vsak dan slišijo ob 4. uri. Nad Urgjanom je sveti jamski tempelj, znan kot 'Phaphug Lakhang' (dPal-phug IHa-khang), ki je glavno svetišče Taktšanga. Je tudi rezidenca glave lame, Karma Thupden Čokji Njenci.

### Poslikave
'Bakreno obarvan gorski raj Padmasambhava' (Zangdopari) je živo razstavljen v obliki srca na vsaki thangka in tudi naslikan na stenah samostana kot nenehni opomnik legende. Slike so postavljene na podstavku, ki predstavlja kraljestvo kralja Nagasa sredi Dakini (mKha-hgro-ma), vrhunec slike pa označuje domeno Brahme. Na slikah so prikazani tudi Klu (Naga) polbogovi s človeško glavo in telesom kače, za katero pravijo, da prebivajo v jezerih (ki naj bi označevala, da varujejo skrite zaklade). Alegorično pomenijo, da predstavljajo duhovne svete spise. Slike prikazujejo tudi to, kar imenujemo »Sprehajalci po nebu« (mKha-hgro-ma).
Sveti hrib je v ozadju sestavljen iz štirih obrazov, ki so pobarvani z različnimi barvami - vzhodna stena je v kristalno beli barvi, južna stran je rumena, zahod je rdeče barve, sever pa zelene barve. Palača ima štiri strani in osem vogalov s spodnjimi in zgornjimi stopnicami, ki jih krasijo dragulji. Dvorišče s štirimi ograjenimi prostori naj bi predstavljalo štiri vrste ravnanja. Stene so zidane z opeko, balkoni so okrašeni z verskimi simboli. Vzdušje je prikazano v obliki želenih dreves, vodnjakov vode življenja, mavrice v petih barvah z oblaki in svetlobo, ki izvira iz lotosovih cvetov. Palača je prikazana tudi s prestolom z osmimi vogali, ki so popolnoma in zvedavo okrašeni. Padmasmbahva je prikazan na čistem steblu lotosa, ki oddaja božansko energijo, ki se pojavlja »božanska, dobrodelna, močna ali silovita«.
Nadaljnje podrobnosti, opisane na štirih obrazih in osmih vogalih, je pet vrst Bud, ki tlačijo zlobne demone (opravljajo štiri pobožna dejanja) in so postavljeni na prestole, ki so nameščeni nad poganskimi demoni. Demoni in Khadomi so upodobljeni in okrašeni na štirih cvetočih in tštirikrakih prestolih, ki so »okrašeni z neobarvanimi lastnostmi« in uživajo v dobrem času; Khadomi so vidni na štiristranskem dvorišču palače in tudi na vseh stranskih stenah.
Prizor je dodatno okrašen okoli podobe guruja Rinpočeja (Padmashambahava) in tudi v palači, z bogovi in boginjami v nebesih, s čuvaji vrat pri štirih vratih z vojsko glasnikov in služabnikov; vsi poskušajo zdrobiti demone v prah. Predstavljeno je podporno osebje, ki predstavlja himalajska plemena pred-budističnega obdobja.